# Фудбалска репрезентација Гвинеје
Фудбалска репрезентација Гвинеје је национални фудбалски тим који представља Гвинеју на међународним такмичењима, а под управом је Фудбалског савеза Гвинеје.

## Историја
Гвинеја је своју прву утакмицу одиграла 9. маја 1962. године против Тогоа и изгубила са 2-1 против. Године 1963. Гвинеја је играла своју прву квалификациону утакмицу за Афрички куп нација, за првенство које се одржавало у Гани. У плеј–офу је противник била Нигерија. Прва утакмица 27. јула у Нигерији је завршена 2-2, а 6. октобра је Гвинеја победила са 1-0. Они су касније дисквалификовани, а Нигерија је заузела њихово место.
На афричком купу нација 1976. Гвинеја је освојила 2. место. У финалној рунди, Мароко је завршио са само једним освојеним бодом више од Гвинеје и тако постао шампион Африке.
На Афричком Купу нација 1996. репрезентација Нигерије повукла се са такмичења пре самог почетка турнира те је одлучено да ће Гвинеја бити замена. Међутим, Гвинеја је то одбила наводећи недостатак припрема као разлог. Репрезентацију Гвинеје је ФИФА дисквалификовала са истог такмичења 2002. године због уплитања политике у фудбалски савез.
Вратили су се на међународну сцену у септембру 2002. године, након двогодишње забране такмичења. На Афричком Купу нација 2004. године стигли су до четвртфинала. Исти резултат поновили су и на Афричком Купу нација 2006. и Афричком Купу нација 2008. године. На афричком купу нација 2012. такмичење су завршили у групној фази.

## Резултати репрезентације

### Светско првенство
- 1930 до 1962 – Нису учествовали
- 1966 – Повукли се
- 1970 – Нису учествовали
- 1974 до 1998 – Нису се квалификовали
- 2002 – Дисквалификовани
- 2006 до 2018 – Нису се квалификовали

### Афрички куп нација
- 1957 – Нису учествовали
- 1959 – Нису учествовали
- 1962 – Нису учествовали
- 1963 – Дисквалификовани
- 1965 – Нису се квалификовали
- 1968 – Нису се квалификовали
- 1970 – Групна фаза
- 1972 – Нису се квалификовали
- 1974 – Групна фаза
- 1976 – 2. место
- 1978 – Нису се квалификовали
- 1980 – Групна фаза
- 1982 – Нису се квалификовали
- 1984 – Нису се квалификовали
- 1986 – Нису се квалификовали
- 1988 – Нису се квалификовали
- 1990 – Нису се квалификовали
- 1992 – Нису се квалификовали
- 1994 – Групна фаза
- 1996 – Нису се квалификовали
- 1998 – Групна фаза
- 2000 – Нису се квалификовали
- 2002 – Дисквалификовани
- 2004 – Четвртфинале
- 2006 – Четвртфинале
- 2008 – Четвртфинале
- 2010 – Нису се квалификовали
- 2012 – Групна фаза
- 2013 – Нису се квалификовали
- 2015 – Четвртфинале